# SPE-PRCD
Ein SPE-PRCD (Switched Protective Earth - Portable Residual Current Device = ortsveränderliche Fehlerstrom-Schutzeinrichtung mit geschaltetem Schutzleiter) ist eine spezielle ortsveränderliche Schutzeinrichtung mit Schutzleitererkennung bzw. Schutzleiterüberwachung. Das Gerät dient dem Schutz von Personen vor Elektrounfällen im Niederspannungsbereich (130–1000 V). Die bekannteste Implementierung eines SPE-PRCD eines bestimmten Herstellers wird unter der Bezeichnung „PRCD-S“ vertrieben. Ein SPE-PRCD muss für den gewerblichen Einsatz geeignet sein und wird wie eine Verlängerungsleitung zwischen einen elektrischen Verbraucher – i. d. R. ein Elektrowerkzeug – und einer Steckdose installiert.

## Voraussetzungen
Vor dem Betrieb des elektrischen Verbrauchers muss zuerst der SPE-PRCD eingeschaltet werden. Hierbei findet eine Prüfung der benutzten Steckdose auf ordnungsgemäße Verdrahtung statt. Nur wenn sich diese in einem einwandfreien und sicheren Zustand befindet, lässt sich der SPE-PRCD einschalten. Erst danach kann der elektrische Verbraucher eingeschaltet werden. Durch diese Funktion verhindert der PRCD-S Unfälle, die durch fehlerhafte Elektroinstallationen (z. B. fehlender Schutzleiter oder Vertauschung von Schutzleiter und Außenleiter) verursacht werden. Fehler dieser Art sind in der Regel nur durch eine genauere Untersuchung der Elektroinstallation erkennbar und somit besonders gefährlich.
Diese Schutzfunktion erfüllt der aktuell verwendete und erhältliche SPE-PRCD jedoch nur, wenn er mit direktem Hautkontakt, also ohne Handschuhe eingeschaltet wird, da er während des Einschaltvorgangs eine Messung durch den Körper des Benutzers durchführt. Zu diesem Zweck ist die Einschalttaste des SPE-PRCD elektrisch leitend ausgeführt.
Nach dem Einschalten des elektrischen Verbrauchers dient der SPE-PRCD als Fehlerstrom-Schutzschalter und schützt den Anwender so gegen gefährliche Ströme, welche durch defekte elektrische Betriebsmittel verursacht werden können (z. B. Spannung auf dem Metallgehäuse eines Betonmischers aufgrund eines Isolationsfehlers).
Darüber hinaus verfügt der SPE-PRCD über eine sog. Unterspannungsauslösung. Diese verhindert, dass sich elektrische Verbraucher (z. B. Trennschleifer) nach einem Stromausfall selbständig und unerwartet wieder einschalten, sobald der Strom wieder verfügbar ist.

## Einzelfunktionen des SPE-PRCD
1. Leitungsprüfung
Um den SPE-PRCD einschalten zu können, muss die benutzte Steckdose über funktionsfähige Außenleiter und Neutralleiter verfügen. Ist eine der Leitungen nicht an der dafür vorgesehenen Stelle der Steckdose angeschlossen, lässt sich der SPE-PRCD nicht einschalten. Ohne Neutralleiter ist eine ordnungsgemäße Funktion der Fehlerstromschutzeinrichtung des SPE-PRCD ausgeschlossen. Daher ist er für ein sicheres Arbeiten unbedingt notwendig.
2. Schutzleitererkennung
Bei Betätigung der Einschalttaste des SPE-PRCD überprüft dieser, ob der Schutzleiter des entsprechenden Stromkabels an der dafür vorgesehenen Stelle der Steckdose angeschlossen ist und seine Funktion gegeben ist. Es kommt vor, dass der Schutzleiter beim Einbau der Steckdose an einer falschen Klemme angeschlossen oder vergessen wird. In manchen Fällen wird der Schutzleiter aber auch nach dem ordnungsgemäßen Einbau der Steckdose durch Verschleiß, raue Behandlung oder laienhafte Reparaturarbeiten beschädigt. Der Schutzleiter ist das wichtigste Sicherheitselement in einer Elektroinstallation. Er dient dazu, den überwiegenden Teil auftretender Fehlerströme (gefährliche Ströme) gegen Erde abzuleiten, um so zu verhindern, dass diese durch den Körper einer Person abfließen müssen.
3. Schutzleiterüberwachung
Wurde der SPE-PRCD an eine sichere Steckdose angeschlossen und ließ sich einschalten, überwacht er weiterhin permanent das Vorhandensein und die Funktion des Schutzleiters. Darüber hinaus überwacht er den Schutzleiter auf Beaufschlagung mit Fremdspannung. Ein Schutzleiter kann z. B. beim Beschädigen einer Fremdleitung mit Spannung beaufschlagt werden. Hierbei fließt der Strom über den Schutzleiter gegen Erde ab. In diesem Fall schaltet der PRCD-S die Stromzufuhr nicht ab, um weitere Schäden zu verhindern. Obwohl der PRCD-S normalerweise im Fehlerfall alle 3 Pole einer Leitung unterbricht, um den höchstmöglichen Sicherheitspegel zu gewährleisten, hält er in diesem Fall die Verbindung zum Schutzleiter aufrecht, damit der über die Fremdleitung ankommende Strom sicher über den Schutzleiter abfließen kann.
Die vorgeschalteten Sicherheitsorgane, der Leitungsschutzschalter und/oder der Fehlerstrom-Schutzschalter, reagieren und unterbrechen den beschädigten Stromkreis wie vorgesehen.
4. Unterspannungsauslöser
Der nach einem Stromausfall wiederkehrende Strom kann unter Umständen gefährlich sein. Fällt der Strom plötzlich aus, werden die dann ausgefallenen Elektrowerkzeuge häufig achtlos zur Seite gelegt, um die Ursache für den Stromausfall zu finden. Dabei wird häufig das Ausschalten der Werkzeuge vergessen, da sie ohne Strom ohnehin nicht mehr funktionieren. Wird die Stromversorgung dann wiederhergestellt, werden damit die nicht ausgeschalteten Elektrowerkzeuge automatisch wieder eingeschaltet. Dies kann gerade bei gefährlichen Werkzeugen wie Sägen, Trennschleifern oder Bohrmaschinen zu schweren Verletzungen führen, da die Benutzer häufig nicht mit der plötzlichen Wiederkehr der Stroms rechnen.
Der PRCD-S muss nach einem Stromausfall bewusst wieder eingeschaltet werden, um diese Art von Unfällen zu verhindern.
5. Fehlerstromschutzeinrichtung
Eine der wesentlichen Funktionen des SPE-PRCD ist die Fehlerstomschutzeinrichtung. Nachdem der SPE-PRCD eingeschaltet wurde, funktioniert diese Einrichtung als ein Fehlerstrom-Schutzschalter mit einem Nennfehlerstrom von 30 mA. Nach dem Prinzip des Summenstromwandlers vergleicht der SPE-PRCD den über den Außenleiter zum Verbraucher hingeleiteten Strom mit dem über den Neutralleiter vom Verbraucher zurückkehrenden Strom. Stellt der SPE-PRCD eine Differenz die größer als 15 mA - 30 mA (0,5-1x I Delta N) ist fest, schaltet er den Stromkreis innerhalb von 0,2 s ab, da der Strom den Stromkreis offensichtlich auf einem nicht dafür vorgesehenen Weg verlässt. Dies kann bedeuten, dass der Strom, z. B. durch einen Isolationsfehler, über einen elektrischen Verbraucher durch den Körper eines Menschen gegen Erde abfließt. Die Geschwindigkeit des Ausschaltvorganges und das Ausschalten bei ≤ 30 mA stellen sicher, dass der durch den Körper fließende Strom sehr wahrscheinlich keine elektrisch bedingten Gesundheitsschäden bewirkt. Zu bedenken ist jedoch, dass es zu einer Körperdurchströmung kommt, welche zwar durch die Fehlerstromschutzeinrichtung zeitlich begrenzt wird, aber nicht in der Stärke.

## Einsatzbereich
Ein SPE-PRCD dient für den gewerblichen Einsatz, um den Arbeitsschutz beim Umgang mit elektrischer Energie zu gewährleisten und ist entsprechend robust konstruiert.
Speziell Handwerker sind häufig mit dem Problem konfrontiert, dass sie ihre Elektrowerkzeuge an Steckdosen anschließen müssen, deren Funktionssicherheit sie nicht überprüfen können. Arbeitstempo, Fachwissen und häufig wechselnde Einsatzorte lassen die Überprüfung jeder einzelnen Steckdose nicht zu.
Die hohe Anzahl und die Schwere der Unfälle, die aufgrund von fehlerhaften Elektroinstallationen in der Vergangenheit eingetreten sind, haben die Berufsgenossenschaften dazu veranlasst, in  der Berufsgenossenschaftlichen Information DGUV Information 203-006 (bis Mai 2014 BGI 608) über technische Lösungen, also auch den Einsatz von RCDs, für den sicheren Betrieb elektrischer Betriebsmittel während Bau- und Montagearbeiten zu informieren. Im Besonderen wird dabei der Einsatz einer ortsveränderliche Schutzeinrichtung, nach DIN VDE 0661 mit zusätzlicher Überwachung von Spannung auf dem Schutzleiter, Bruch des Schutzleiters und Aufrechterhaltung der Schutzleiterfunktion bei Fremdspannung gefordert. Die in der BG-Information enthaltenen technischen Lösungen schließen andere, mindestens ebenso sichere Lösungen nicht aus.
In der mittlerweile aufgehobenen TRBS 2131 (Technische Regeln für Betriebssicherheit) wurde der SPE-PRCD ebenfalls als, ortsveränderliche Schutzeinrichtung für den Speisepunkt, bei Bauarbeiten geringen Umfangs beschrieben. (Weiterhin gelten DGUV Vorschrift 3 und VDE 0105-100)
Der SPE-PRCD erfüllt die Anforderungen des Bundesministeriums für Arbeit und Soziales und der Berufsgenossenschaften an eine ortsveränderliche Schutzeinrichtung. Durch seine Hilfe können Arbeiter im gewerblichen Bereich vorhandene Steckdosen weiterhin sicher benutzen.
Auch bei Feuerwehren und dem Technischen Hilfswerk (THW) ist die Nutzung eines SPE-PRCD obligatorisch, wenn ein Gerät statt am Stromerzeugungsaggregat an eine vorhandene Hausinstallation angeschlossen werden soll.

## Weitere mögliche Schutzeinrichtungen
- Baustromverteiler nach DIN VDE 0660-501
- Baustromverteiler nach VDE 0612, wenn die Steckvorrichtungen bis AC 230 V/16 A und bis AC 400 V/32 A über eine Fehlerstrom Schutzeinrichtung (RCD) mit IΔN ≤ 30 mA geschützt sind
- Transformatoren mit getrennten Wicklungen (Trenntransformator)
- Ersatzstromerzeuger nach DIN VDE 0100-551. Siehe auch BGI 867.
- Besondere, der Baustellenanlage zugeordnete, geprüfte Abzweige ortsfester elektrischer Anlagen einschließlich zugehöriger, als Baustellenspeisepunkt dauerhaft gekennzeichneter Steckvorrichtungen.
- Kleinstbaustromverteiler
- Schutzverteiler

## Vorschriften, Gesetze und Normen
- Arbeitsschutzgesetz
- Unfallverhütungsvorschriften
- DIN IEC 62335 (VDE 0661-20): Ortsveränderliche Fehlerstrom-Schutzeinrichtungen mit geschaltetem Schutzleiter zur Anwendung für Geräte der Schutzklasse I und für batteriebetriebene Fahrzeuge
- DIN 40 040 bzw. EN 60721
- DGUV Vorschrift 1(ehem. BGV A1) PDF-Datei
- DGUV Vorschrift 3(ehem. BGV A3) PDF-Datei
- DGUV Information 203-006 PDF-Datei
- DGUV Information 203-005  PDF-Datei